# Melanagromyza heracleana
Melanagromyza heracleana este o specie de muște din genul Melanagromyza, familia Agromyzidae, descrisă de Zlobin în anul 2005. Conform Catalogue of Life specia Melanagromyza heracleana nu are subspecii cunoscute.